# گرگر (گدابیگ)
گرگر (به لاتین: Gərgər) یک منطقه مسکونی در جمهوری آذربایجان است که در شهرستان گدابیگ واقع شده است. گرگر ۲۲۰۱ نفر جمعیت دارد.